# Pierre Iacoponelli
Pierre Iacoponelli (født 8. juli 1924, død 16. juni 2011) var en cykelrytter fra Frankrig. Hans foretrukne disciplin var banecykling. Han var professionel fra 1944 til 1955.
Iacoponelli deltog i flere seksdagesløb. Ved seksdagesløbet i Aarhus i februar 1955 til en tredjeplads med makker Ferdinando Terruzzi.